# Puerto Vallarta Open 2025
Il Puerto Vallarta Open 2025 è un torneo professionistico di tennis femminile giocato sul cemento. È la 2ª edizione del torneo, facente parte della categoria WTA 125. Si è giocato sui campi dello Sheraton Buganvilias Resort di Puerto Vallarta in Messico dal 24 al 30 marzo.

## Partecipanti al singolare

### Teste di serie
| Nazionalità | Giocatrice             | Ranking* | Testa di serie |
| ----------- | ---------------------- | -------- | -------------- |
| Romania     | Jaqueline Cristian     | 72       | 1              |
| Australia   | Maya Joint             | 80       | 2              |
| Italia      | Elisabetta Cocciaretto | 82       | 3              |
| Stati Uniti | Bernarda Pera          | 84       | 4              |
| Germania    | Tatjana Maria          | 86       | 5              |
| Spagna      | Sara Sorribes Tormo    | 87       | 6              |
|             | Ėrika Andreeva         | 95       | 7              |
| Stati Uniti | Hailey Baptiste        | 98       | 8              |

* Ranking al 17 marzo 2025.

### Altre partecipanti
Le seguenti giocatrici hanno ricevuto una wild card per il tabellone principale:
- Fernanda Contreras
- Linda Fruhvirtová
- Maddison Inglis
- Ana Konjuh

Le seguenti giocatrici sono passate dalle qualificazioni:
- Priscilla Hon
- Oksana Kalašnikova
- Claudia Sofía Martínez Solís
- Christina McHale

## Partecipanti al doppio

### Teste di serie
| Nazione     | Giocatrice      | Nazione     | Giocatrice       | Rank1 | Seed |
| ----------- | --------------- | ----------- | ---------------- | ----- | ---- |
| Regno Unito | Harriet Dart    | Romania     | Monica Niculescu | 99    | 1    |
| Polonia     | Katarzyna Piter | Regno Unito | Heather Watson   | 145   | 2    |

* Ranking al 17 marzo 2025.

## Campionesse

### Singolare
Jaqueline Cristian ha sconfitto in finale  Linda Fruhvirtová con il punteggio di 7-5, 6-4.

### Doppio
Hanna Chang /  Christina McHale hanno sconfitto in finale  Maya Joint /  Ena Shibahara con il punteggio di 2-6, 6-2, [10-7].